# 路西街道 (侯马市)
路西街道，是中华人民共和国山西省临汾市侯马市下辖的一个乡镇级行政单位。

## 行政区划
路西街道下辖以下地区：
晋都路社区、东街社区、西街社区、平阳南社区、平阳北社区、呈王路西社区和华铜铜业社区。